# 菊地夏野
菊地 夏野（きくち なつの、1973年 - ）は、日本のフェミニスト、社会学者。名古屋市立大学人文社会学部現代社会学科准教授。専門は社会学、ジェンダー論、ポストコロニアル理論研究。

## 経歴
宮城県登米郡中田町（現：登米市）生まれ。母親は福島県福島市出身。京都大学大学院文学研究科博士課程修了、『性暴力と売買春の社会学：沖縄・軍事占領とジェンダー』で博士（文学）を取得。名古屋市立大学人文社会学部専任講師等を経て、現職。
東アジア・東南アジアにおける女性たちの社会運動等を研究対象とし、修士・博士論文では沖縄米軍政下における女性労働者の社会運動を歴史社会学の文脈で研究。いくつかの論文で、日本軍「慰安婦」問題について論じる。
愛知県名古屋のフィリピン人女性移住労働者の支援活動に関わり、また、アジア女性資料センター運営委員。名古屋市立大学では、ジェンダー論、権力論、社会学調査実習などを担当。最近では、ネオリベラリズムとジェンダーとの関係に着目し、ナンシー・フレイザー、ジュディス・バトラー、ガヤトリ・C・スピヴァク等欧米の議論を参照しながら、日本における新しいジェンダー問題について研究・発表している。

## 著書

### 単著
- 『ポストコロニアリズムとジェンダー』（青弓社 2010年）
- 『日本のポストフェミニズム :「女子力」とネオリベラリズム』（大月書店 2019年）
- 『ポストフェミニズムの夢から醒めて』(青土社 2025年)

### 共著
- 「性暴力と売買春の狭間から―「慰安婦」問題をめぐる表象のポリティクス」『叢書・アレテイア1 脱構築のポリティクス』 仲正昌樹 編 /菊地夏野/西山雄二/内藤葉子/小森謙一郎/沢里岳史 ほか著（御茶の水書房 2003年）pp167-201
- 「沈黙と女性」（仲正昌樹編『差異化する正義』所収、御茶の水書房、2004年）
- 「住民たちの「集団自決」?沖縄と教科書検定」『私たちが戦後の責任を受けとめる30の視点』熊谷伸一郎 編（合同出版 2009年）pp98-103
- 「掘り起こされ、芽生えてゆく自由 フェミニズム理論の第三の波」『叢書アレテイア12 自由と自律』仲正昌樹 編 /橋本努/石黒太/福原明雄/中山尚子/菊地夏野/高原幸子/高橋慎一/堀江有里/ギブソン松井佳子/田代志門/清家竜介/白井聡/浜野喬士 著（御茶の水書房 2010年）pp135-161
- 「日本軍「慰安婦」問題に見る日本の戦後思想」『危機からの脱出―変革への提言』伊藤誠 著 /本山美彦 編（御茶の水書房 2010年）pp375-383
- 「在日フィリピン女性の不可視性」『カルチュラル・スタディーズで読み解くアジア』編者：岩崎稔/陳光興/吉見俊哉 (せりか書房 2011年) pp152-168
- 「大阪・脱原発女子デモからみる日本社会の（ポスト）フェミニズムーストリートとアンダーグラウンドの政治」『言葉が生まれる、言葉を生む―カルチュラル・タイフーン 2012 in 広島／ジェンダー・フェミニズム篇』（ひろしま女性学研究所 2013年）pp116-140
- 「障害学とジェンダー論と」『障害学のリハビリテーション―障害の社会モデルその射程と限界』川越敏司、川島聡、星加良司 編(生活書院 2013年) pp41-51
- 「スピヴァクにおける読みの倫理」『叢書・アレテイア16「倫理」における「主体」の問題』 著者：仲正昌樹 編 /望月由紀/吉沢文武/中村哲平/河田健太郎/入江俊夫/坂倉涼/木村正人/杉本俊介/池田喬/菊地夏野/大澤聡/清家竜介（御茶の水書房 2013年）pp229-254
- 「第12章 スピヴァク」『現代社会思想の海図』 仲正昌樹 編 （法律文化社 2014年）pp170-184
- 「国籍法を変えたフィリピン女性たちの身体性―ジェンダー・セクシュアリティとグローバリズム」『国境政策のパラドクス』森千香子 編著 エレン・ルバイ 編著 （勁草書房 2014年）pp199-231
- 「ポストフェミニズムと日本社会ー女子力・婚活・男女共同参画」『ジェンダーにおける「承認」と「再分配」: 格差、文化、イスラーム』越智博美 編著, 河野真太郎 編著, 藤野寛 著, 加藤泰史 著, 町田みどり 著, 小泉順也 著, 井上間従文 著, 鵜飼哲 著, 森千香子 著, 中井亜佐子 著, 菊地夏野 著, 中山徹 著, 岡野八代 著（彩流社 2015年）pp67-88
- 「「慰安婦」問題に名古屋から取り組む」『ナゴヤ・ピース・ストーリーズ―ほんとうの平和を地域から』平田雅己・菊地夏野 編（風媒社 2015年）
- 「モザイク化する差異と境界――戦争とジェンダー／セクシュアリティ」『戦争社会学－理論・大衆社会・表象文化』好井裕明・関礼子 編（明石書店 2016年）
- 菊地夏野、堀江有里、飯野由里子、赤枝香奈子、清水晶子ほか 著、菊地夏野、堀江有里、飯野由里子 編『クィア・スタディーズをひらく2』晃洋書房、2022年3月30日。ISBN 978-4771035607。

## 論文、書評等
- 菊地夏野「<書評論文>交錯する「女性」 : レイス/エスニシテイとジェンダー」『京都社会学年報 : KJS』第7巻、京都大学文学部社会学研究室、1999年、243-249頁、hdl:2433/192570、NAID 120005522597。
- 菊地夏野「<論文>フェミニズムと「売買春」論の再検討 : 「自由意志対強制」の神話」『京都社会学年報 : KJS』第9巻、京都大学文学部社会学研究室、2001年、129-147頁、hdl:2433/192609、NAID 110000483226。
- キャンパス･セクシュアル･ハラスメント対策の次段階をめざして 2002年 ひだまり出版 キャンパス･セクシュアル･ハラスメント全国ネットワーク第7回全国集会記録集編集委員会、菊地夏野分担部分「院生の立場から見たガイドラインの見直し」pp45‐50
- 菊地夏野「<論文>フェミニズムの逆説 : ジェンダーとセクシュアリティの関係」『京都社会学年報 : KJS』第10巻、京都大学文学部社会学研究室、2002年、101-118頁、hdl:2433/192628、NAID 120005522652。
- 菊地夏野「女性の主体を語ること:女性国際戦犯法廷によせて」『情況. 第三期 : 変革のための総合誌』第4巻第2号、情況出版、2003年、111-125頁、NAID 40005697004。
- 菊地夏野「書評 岡野八代著『法の政治学』」『女性・戦争・人権』第6号、行路社、2003年、218-221頁、NAID 40006103660。
- リブの現在性『情況』2004年3月号第3期第5巻第3号PP142-150
- 菊地夏野「検閲する力と触発する力と」『情況. 第三期 : 変革のための総合誌』第6巻第3号、情況出版、2005年、12-22頁、NAID 40015274276。
- 菊地夏野・伊田広行・岡野八代ほか「シンポジウム報告 〈女性国際戦犯法廷〉以降の世界を考える」『女性・戦争・人権』第8号 pp9-51, 2007年
- 「第2章2(3) 日本国内における同国人コミュニテイ自助グループ」人身売買禁止ネットワーク（JNATIP）「人身売買被害者支援の連携の構築 地域、国境を越えた支援に向けて」調査および活動報告書pp16-17 2007年
- 「排除の力学を超えるカミングアウトの可能性 書評『レズビアンである〈わたしたち〉のストーリー』」『インパクション』164号 pp161-163, 2008年
- 「日本のフェミニズムと植民地主義 これまでとこれから」『女たちの21世紀』No.62 pp19-22, 2010年
- 「書評：女嫌い」『論叢クィア』Vol.4 pp198-208, 2011年
- （翻訳）フレイザー「アイデンティティ・ポリティクスの時代の社会正義」ナンシー・フレイザー／アクセル・ホネット『再配分か承認か？』加藤泰史監訳 法政大学出版局 pp 7-116 2012年
- 菊地夏野「ジェンダーセッション(第57回) : ポストコロニアルとフェミニズムの接点 : スピヴァク、「慰安婦」、「ジャパゆき」」『立教大学ジェンダーフォーラム年報』第14巻、2012年、75-82頁、doi:10.14992/00005337、ISSN 21853789、NAID 120005275763。
- 菊地夏野「大学に埋め込まれる女性の貧困 : 京都大学非常勤職員実態調査から」『女たちの21世紀= Women's Asia 21』第74号、アジア女性資料センター、2013年、29-31頁、ISSN 21867143、NAID 40019763316。
- 「戦争の枠組」論叢クィア書評vol.6 pp166-175 2013年
- 菊地夏野, 角田由紀子, 佐久間悠太「大学院社会と恊働第2回公開 セミナー角田由紀子氏講演録「フェミニズムが見えない時代に」」『人間文化研究』第20巻、2014年、175-196頁、ISSN 1348-0308、NAID 120006682390。
- 菊地夏野「セックス・ワーク概念の理論的射程 : フェミニズム理論における売買春と家事労働」『人間文化研究』第24巻、2015年、37-53頁、ISSN 1348-0308、NAID 120006839213。
- 菊地夏野「「女子力」とポストフェミニズム : 大学生の「女子力」使用実態アンケート調査から」『人間文化研究』第25巻、2016年、19-48頁、ISSN 1348-0308、NAID 120006839215。
- 菊地夏野「「慰安婦」問題を覆うネオリベラル・ジェンダー秩序 : 「愛国女子」とポストフェミニズム」『ジェンダー&セクシュアリティ : 国際基督教大学ジェンダー研究センタージャーナル』第11号、国際基督教大学ジェンダー研究センター、2016年、9-29頁、ISSN 18804764、NAID 40020902147。
- 「ポストフェミニズムとネオリベラリズム――フェミニズムは終わったのか」『福音と世界』（新教出版社）2019年1月号 pp6-11, 2018年
- 菊地夏野「「慰安婦」を忘却させる植民地主義とポストフェミニズム : 『帝国の慰安婦』、スピヴァク、ポストコロニアル」『福音と世界』第74巻第10号、新教出版社、2019年、12-17頁、NAID 40021993915。